# قصر المورق

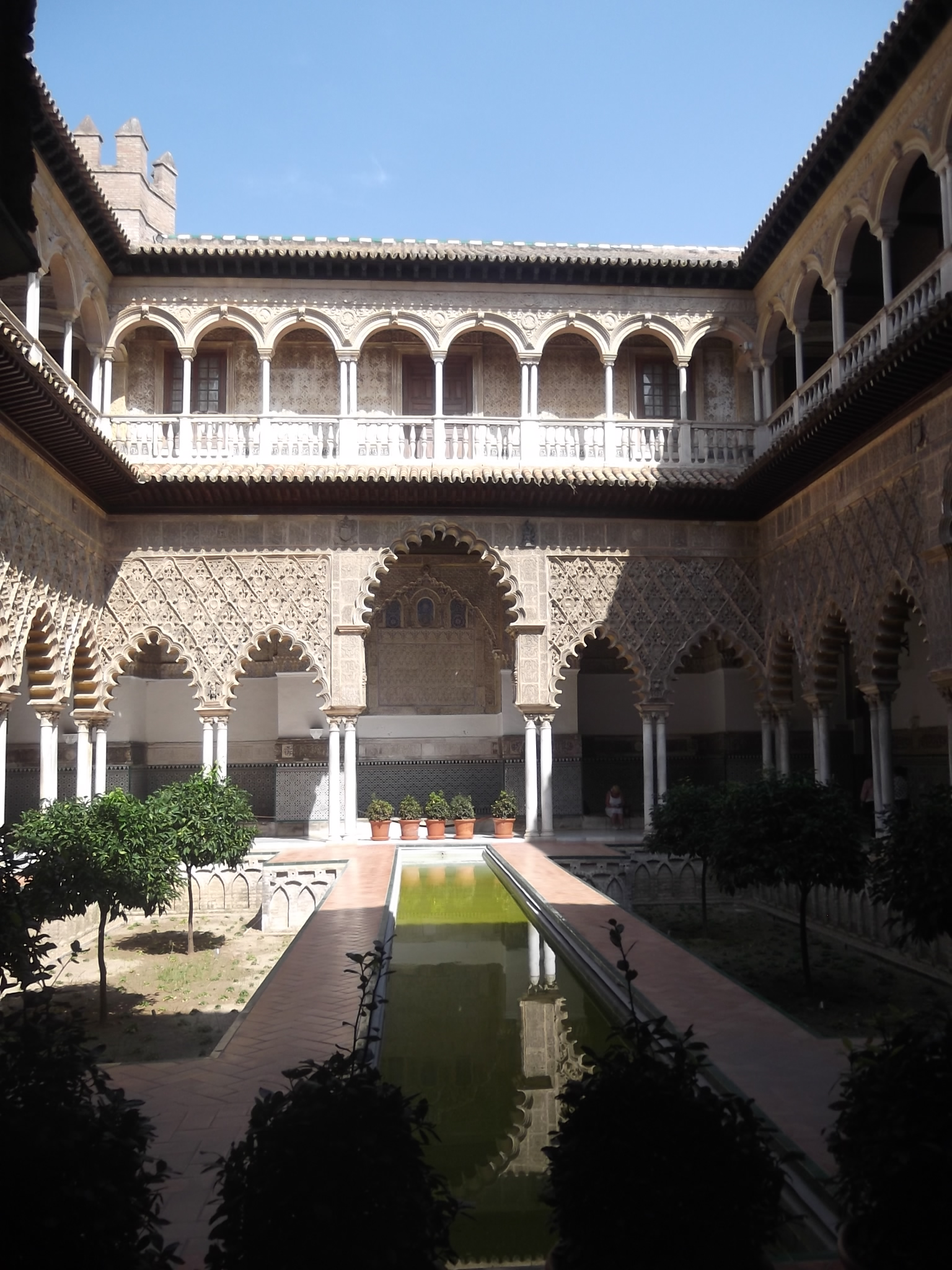
القصر الملكي في إشبيلية (باحة الوصيفات).

قصر المورق أو قصر المبارك (كما عرفه بنو عبَّاد) أو كما يعرف حديثاً قصر إشبيلية (بالإسبانية: Reales Alcázares de Sevilla) كان في الأصل حصناً بناه المسلمون في إشبيلية، ثم تحول إلى قصر للحكم، وهو أقدم قصر ملكي لا يزال مستخدماً في أوروبا. أدرجته منظمة اليونسكو عام 1987 كموقع للتراث العالمي. كان المسلمون أول من بنى القصر وأسموه المورق في نفس موقع القصر الحالي ( باللغة الإسبانية 'الكاثار': Alcázar).

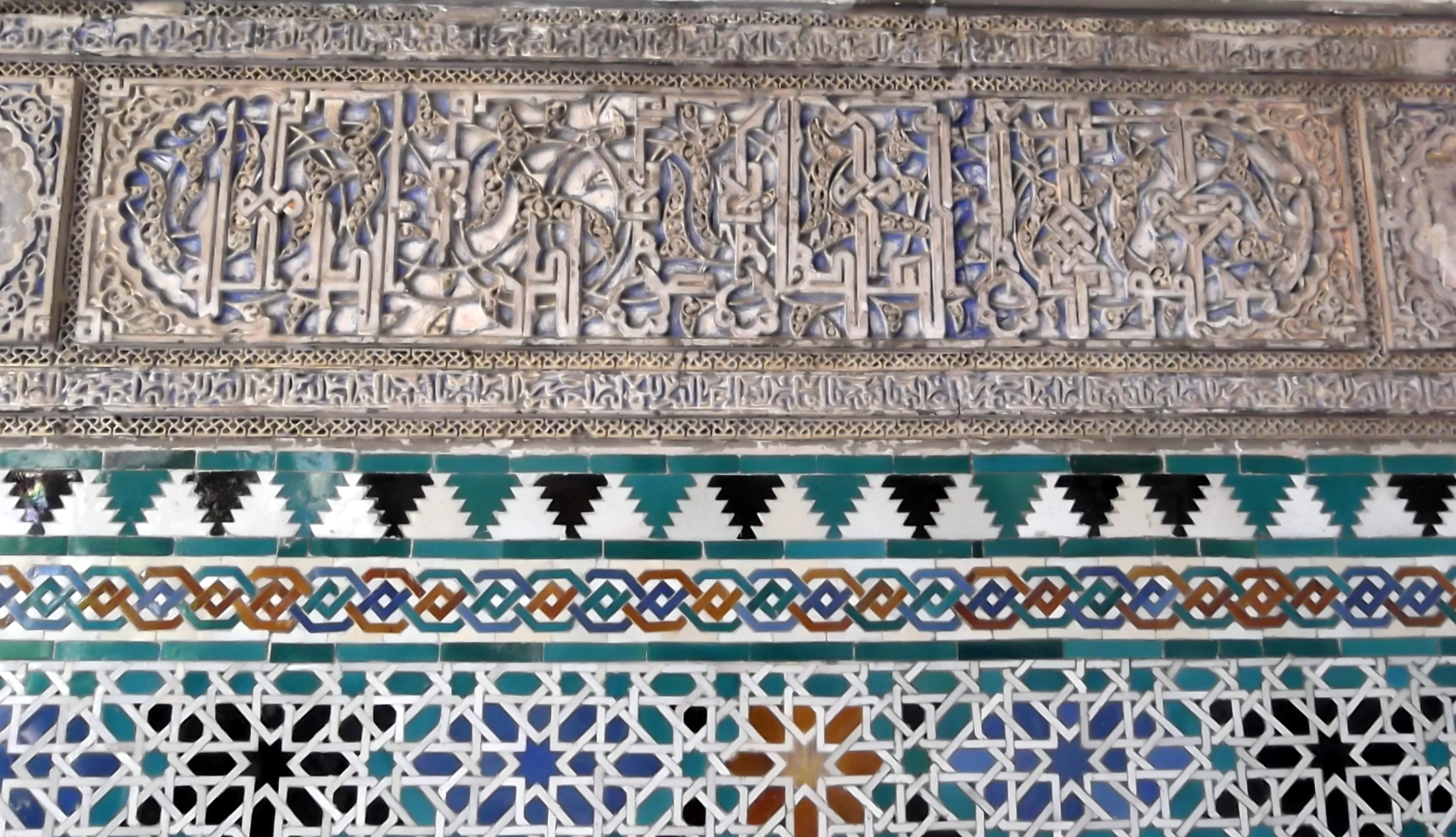
النقش العربي داخل القصر الملكي في إشبيلية.

## أعلام
- ماريا أنطونيا فرناندا من إسبانيا

## معرض صور

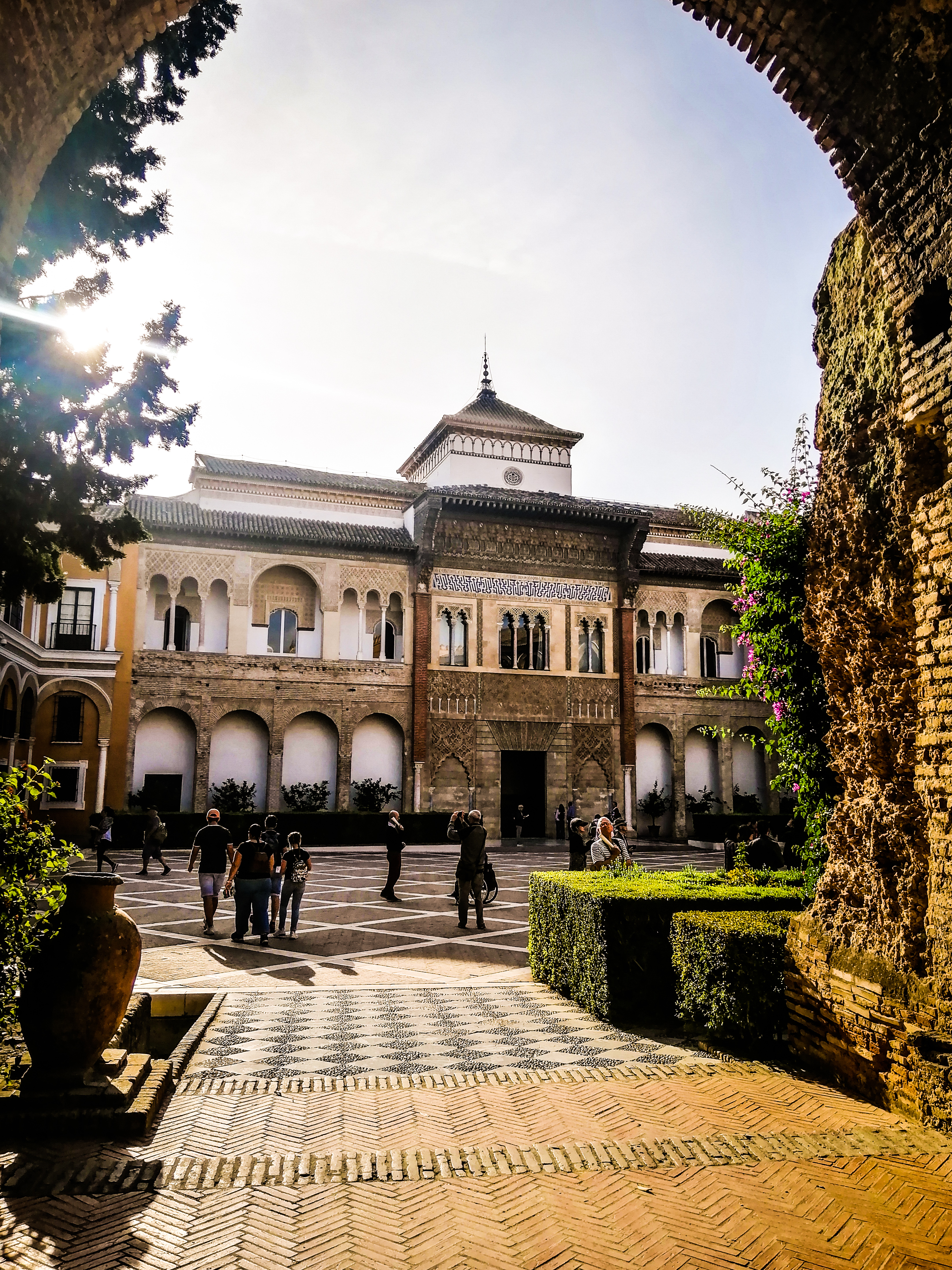
فناء قصر المورق بإشبيلية
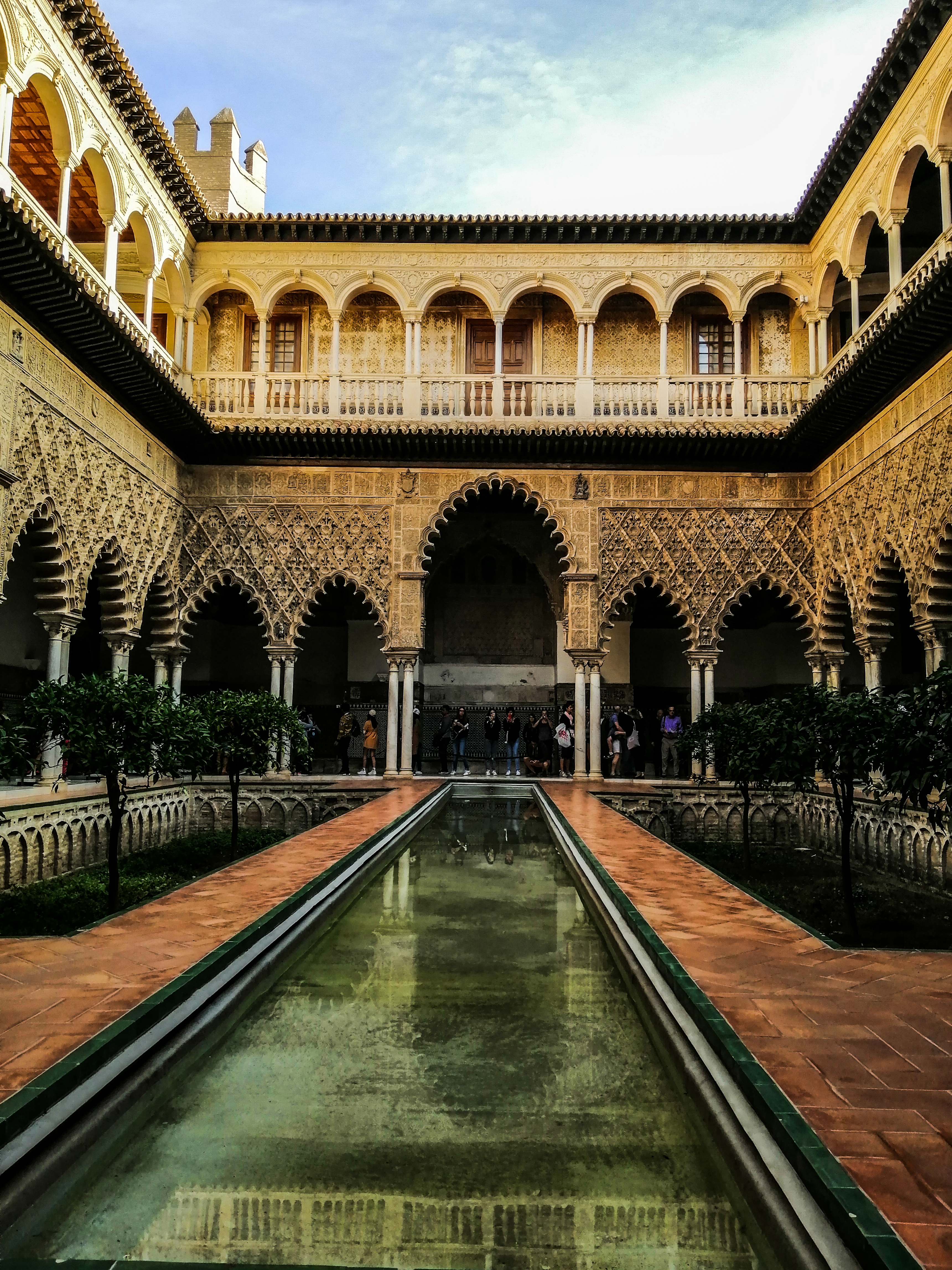
فناء القصر
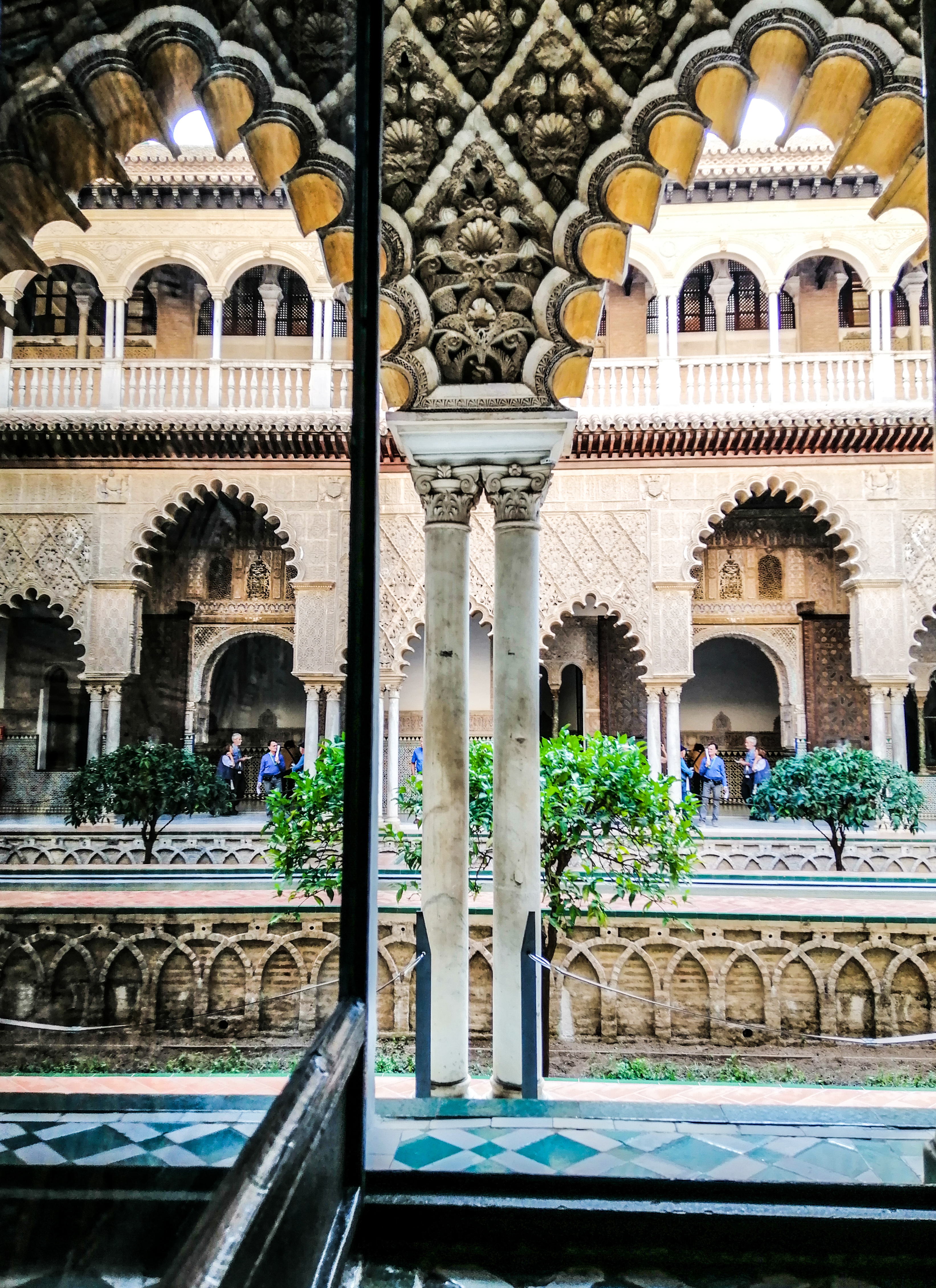
فناء قصر المورق أو قصر المعتمد بن عباد
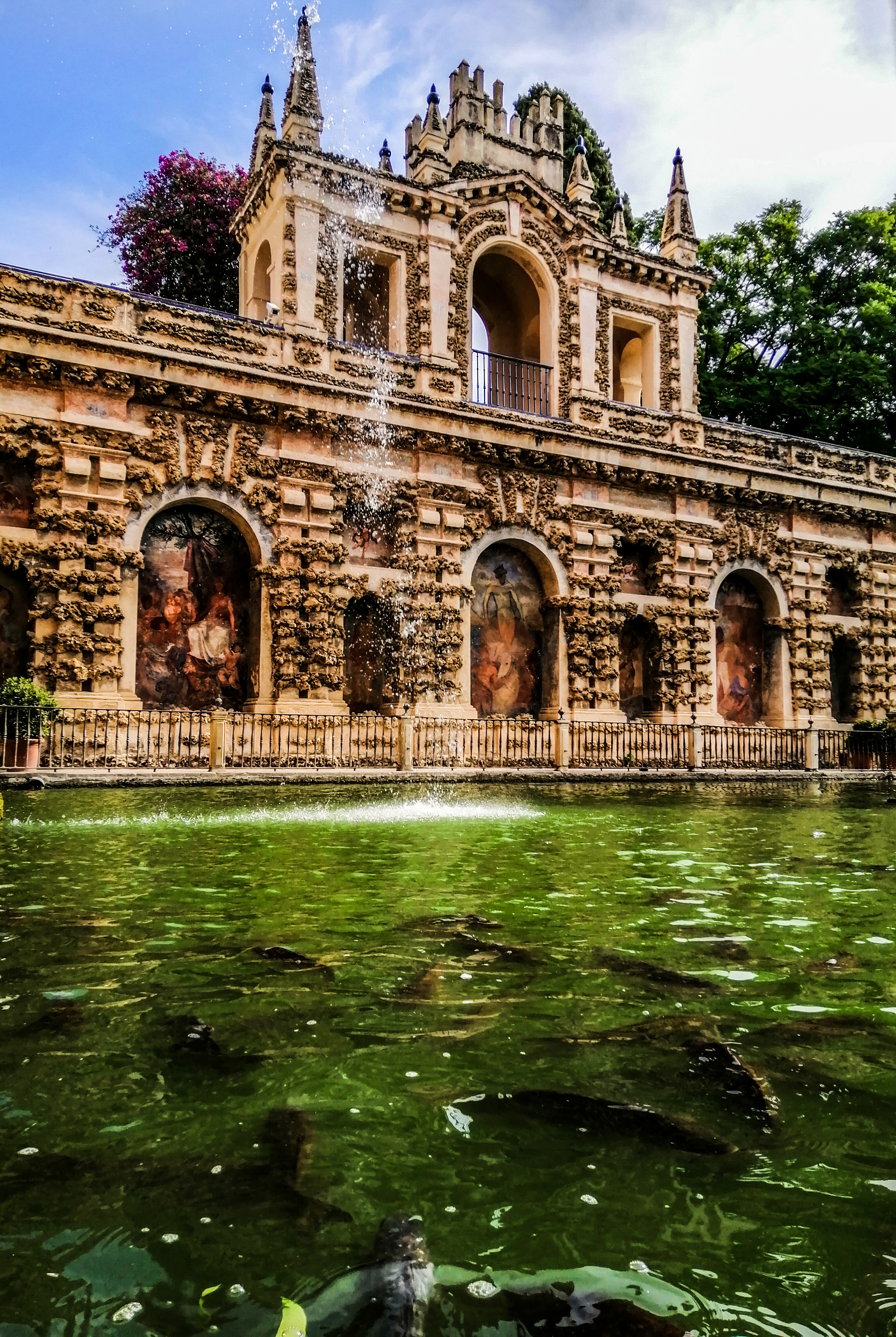
حدائق قصر المورق أو قصر المعتمد بن عباد
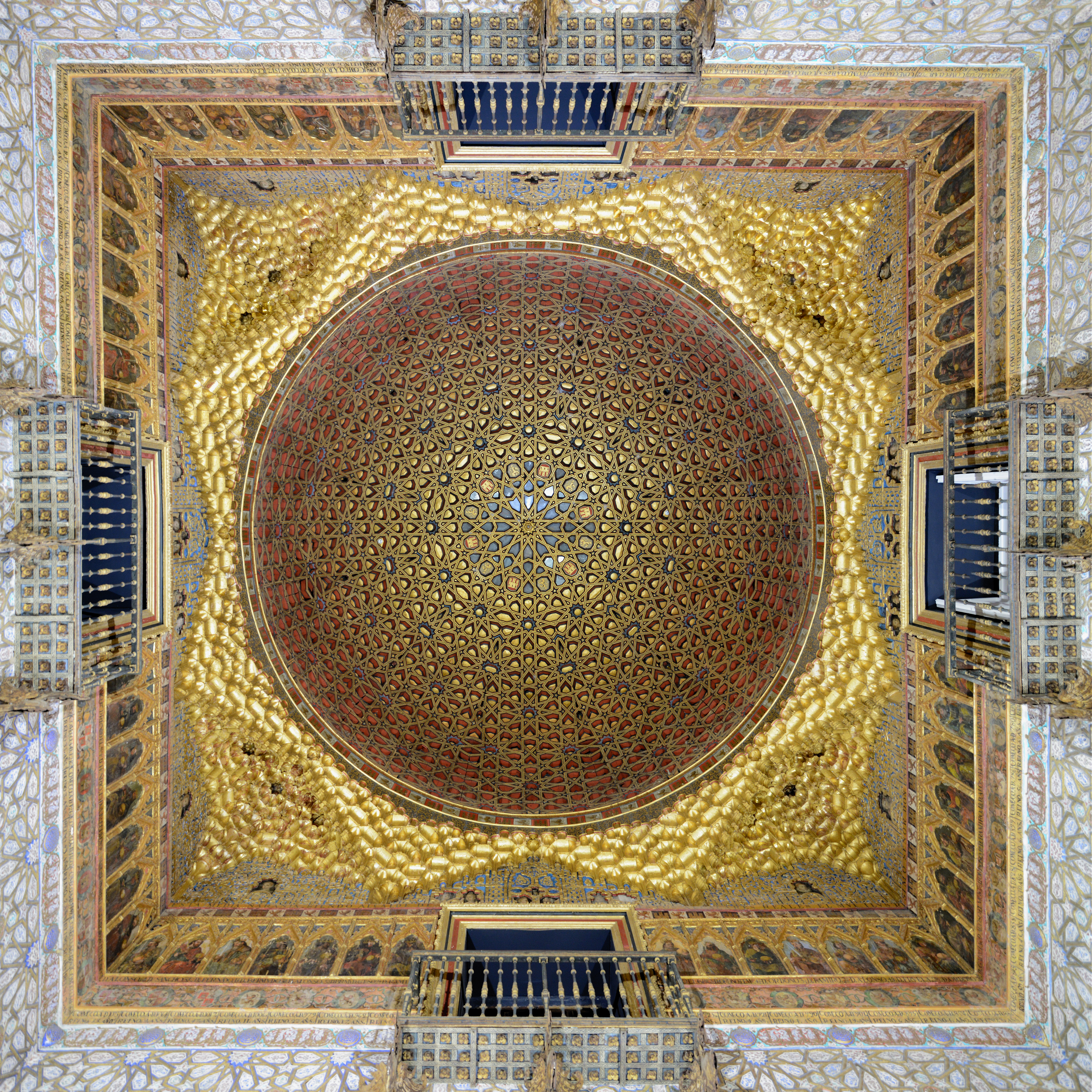
قبة قاعة السفراء